# Ivar Klingström
Ivar Julius Klingström (* 1. August 1897; † 29. September 1993) war ein schwedischer Fußballspieler.

## Laufbahn
Klingström spielte in den 1920er Jahren für Örgryte IS. Nach Gründung der Allsvenskan trat er für den Klub auch in der Liga an. 1926 und 1928 wurde er mit der Mannschaft Erster in der Liga, der Meistertitel wurde seinerzeit aber nicht offiziell vergeben.
Darüber hinaus war Klingström Nationalspieler. Er lief 23 Mal im schwedischen Nationaldress auf.